# أبو الحسن الكرجي
أبو الحسن محمد بن عبد الملك بن محمد بن عمر الكرجي الشافعي (ت: 532 هـ). إمام ورع فقيه مفتي ومحدث خير وأديب شاعر، قضى عمره في جمع العلم ونشره، وكان لا يقنت في الفجر، ويقول: «قال الشافعي إذا صح الحديث، فاتركوا قولي وخذوا بالحديث، وقد صح عندي أن النبي صلى الله عليه وسلم ترك القنوت في صلاة الصبح».

## شيوخه
أبو إسحاق الشيرازي، وجده أبو منصور الكرجي، ومكي بن منصور السلار، وأبو بكر بن منجويه الدينوري، وأحمد بن عبد الرحمن الذكواني، وأبو الحسن بن العلاف، وابن بيان.

## مصنفاته
له القصيدة المشهورة في السنة نحو مائتي بيت شرح فيها عقيدة السلف، وله تصانيف في المذهب والتفسير كتبت عنه الكثير. وله كتاب الفصول في اعتقاد الأئمة الفحول: حكى فيه عن أئمة عشرة من السلف مالك وأبو حنيفة النعمان والليث بن سعد والأوزاعي وسفيان الثوري وابن المبارك والشافعي وأحمد بن حنبل وإسحاق بن راهويه أقوالهم في أصول العقائد.

## من شعره
من شعره:
وله أيضًا :
ومن شعره:
ومن شعره أيضا:

## وفاته
توفي في شهر شعبان سنة 532 هـ.